# Skybus Airlines
Skybus Airlines – amerykańska tania linia lotnicza z siedzibą w Columbus, w stanie Ohio.